# Ogbomosho
Ogbomosho (Yoruba: Ògbómọ̀ṣọ́) ist eine Stadt im Bundesstaat Oyo in Nigeria mit rund  1.200.000 Einwohnern (Berechnungsstand 2016). Der Ballungsraum der Stadt weist eine Gesamtbevölkerung mit über 1,3 Millionen Einwohnern aus.

## Geschichte
Die Stadt ist im 17. Jahrhundert vom Volk der Yoruba gegründet worden. Anfang des 19. Jahrhunderts dehnte sich die Siedlung rasch aus, als sie während der Invasion des Volkes der Fulbe als Zufluchtsort für die Yoruba diente.

## Sehenswürdigkeiten
Zu den wichtigsten Sehenswürdigkeiten in Ogbomosho gehören die große Moschee und Überreste der Stadtmauer aus dem 17. Jahrhundert.

## Wirtschaft
Die Stadt ist Industrie- und Handelszentrum in einem landwirtschaftlich genutzten Gebiet. Es werden unter anderem Baumwolle und Tabak angebaut sowie Nahrungsmittel, Textilien und Schuhe hergestellt.